# کوه کشته
کوه کشته روستایی در  مرغاب از ولایت غور در کشور افغانستان است.